# Eldar Šehić
Eldar Šehić (Sarajevo, 28 aprile 2000) è un calciatore bosniaco, difensore del Pardubice in prestito dal Baník Ostrava.

## Carriera

### Club
Cresciuto nel settore giovanile dello Željezničar, esordisce in prima squadra il 29 luglio 2018, disputando l'incontro di Premijer Liga perso per 1-0 contro il Čelik Zenica. Dal febbraio al dicembre 2019 gioca in prestito (per due periodi) al TOŠK Tešanj, nella seconda divisione bosniaca. Nel 2021 viene acquistato a titolo definitivo dai cechi del Karviná, con cui debutta in 1. liga il 22 agosto dello stesso anno, in occasione dell'incontro perso per 2-0 contro il Viktoria Plzeň. Realizza la sua prima rete nella massima divisione ceca il 3 aprile 2022, nel match pareggiato per 1-1 contro il Bohemians 1905. Nell'estate del 2022 passa in prestito al Baník Ostrava fino al termine della stagione.

### Nazionale
Ha rappresentato le nazionali giovanili bosniache Under-18, Under-19 ed Under-21.

## Statistiche

### Presenze e reti nei club
Statistiche aggiornate al 30 luglio 2022.
| Stagione        | Squadra         | Campionato      | Campionato | Campionato | Coppe nazionali | Coppe nazionali | Coppe nazionali | Coppe continentali | Coppe continentali | Coppe continentali | Altre coppe | Altre coppe | Altre coppe | Totale | Totale |
| Stagione        | Squadra         | Comp            | Pres       | Reti       | Comp            | Pres            | Reti            | Comp               | Pres               | Reti               | Comp        | Pres        | Reti        | Pres   | Reti   |
| --------------- | --------------- | --------------- | ---------- | ---------- | --------------- | --------------- | --------------- | ------------------ | ------------------ | ------------------ | ----------- | ----------- | ----------- | ------ | ------ |
| 2018-feb. 2019  | Željezničar     | PL              | 4          | 0          | CB              | 1               | 0               | UEL                | 0                  | 0                  |             | -           | -           | 5      | 0      |
| feb.-giu. 2019  | TOŠK Tešanj     | 1L              | 12         | 0          | CB              | 0               | 0               |                    | -                  | -                  |             | -           | -           | 12     | 0      |
| lug.-dic. 2019  | TOŠK Tešanj     | 1L              | 13         | 1          | CB              | 1               | 0               |                    | -                  | -                  |             | -           | -           | 14     | 1      |
| gen.-giu. 2020  | Željezničar     | PL              | 1          | 0          | CB              | 0               | 0               |                    | -                  | -                  |             | -           | -           | 1      | 0      |
| 2020-2021       | Željezničar     | PL              | 18         | 0          | CB              | 2               | 0               | UEL                | 1                  | 0                  |             | -           | -           | 21     | 0      |
| 2021-2022       | Karviná         | 1L              | 28         | 1          | CRC             | 2               | 0               |                    | -                  | -                  |             | -           | -           | 30     | 1      |
| 2022-2023       | Baník Ostrava   | 1L              | 1          | 0          | CRC             | 0               | 0               |                    | -                  | -                  |             | -           | -           | 1      | 0      |
| Totale carriera | Totale carriera | Totale carriera | 77         | 2          |                 | 6               | 0               |                    | 1                  | 0                  |             | -           | -           | 84     | 2      |